# Praia da Ursa
Vista da Praia da Ursa, onde se observam as pedras da Ursa e Gigante
A Praia da Ursa é uma praia que se localiza perto do Cabo da Roca no concelho de Sintra, Portugal. Dada a proximidade ao cabo, é a praia mais ocidental da Europa.
Foi considerada pelo Guia Michelin uma das praias mais bonitas do mundo.

## Descrição e acessos
Tida como uma das mais belas do país, o seu acesso é muito difícil e perigoso. Na estrada, próximo do Cabo da Roca, uma placa sinaliza o seu nome - seguindo a pé por um caminho  de terra atinge-se um local ermo onde se encontra uma placa com a indicação "Praia não vigiada". A partir daí toma-se um carreiro, à esquerda, que percorre a encosta em ziguezagues até à praia. Este é o melhor caminho (o que segue em frente e aparente ser o principal, pois é mais largo, exige dotes de alpinista). Aconselhável seguir sempre acompanhado.
Uma vez no areal, a vista é assombrosa, com as colossais pedras da Ursa e Gigante a marcarem a linha da costa. Durante a baixa-mar é possível descobrir enseadas contíguas - a Palaia, a sul, onde são frequentes os pescadores de percebes, e a Pesqueiro do Abrigo, a norte. Prepare-se para uma hora de caminhada (hora e meia para o regresso), equipando-se devidamente com um bom par de botas, comida e bebida.